# Lerik
Lerik – miasto w południowym Azerbejdżanie, stolica rejonu Lerik. Populacja wynosi 7301 (2009).